# FIDO 얼라이언스

로고

FIDO 얼라이언스(FIDO, Fast IDentity Online, 발음: '파이도')는 강력한 온라인 인증 기술의 상호 운용성 문제를 해결하고, 사용자가 다수의 ID와 패스워드를 기억해야 하는 문제에 대응하기 위해 2012년 7월에 설립되었다. 전 세계 각분야 리더들로 구성된 300여 개의 회원사가 참여하고 있는 FIDO 얼라이언스는 패스워드 의존도를 줄이기 위한 개방적이고 확장 가능하며 상호 운용성이 있는 메커니즘 세트를 정의함으로써 온라인 인증의 본질을 변화시키고 있다. FIDO 인증은 온라인 서비스 로그인 경험을 보다 안전하게 만들며 (크리덴셜 스터핑, 온라인 피싱, 브루트 포스 공격 등으로부터 사용자를 보호), 개인 정보 보호(개인 키나 생체 정보가 안전하게 보호되는)를 강화하고, 별도의 사용자 학습이나 추가 장치 구매 없이 사용할 수 있는 편의성을 제공한다.

## FIDO 스펙
2023년 12월 기준 FIDO 기술표준은 다음과 같다: 
- U2F (Universal Second Factor): 아이디와 비밀번호 기반으로 1차 인증한 후 FIDO 보안 키(Security Key) 로 2차 인증하는 방식
- UAF (Universal Authentication Framework): 스마트 폰을 사용한 모바일 환경에 주로 적용되는 온라인 인증 방식.  여 사용자가 자신의 스마트폰을 ‘언락 (Unlock)’하는 방식 그대로 로컬 인증하지만 소지 기반 인증 요소, (모바일 기기)와 생체 기반 인증요소 (생체정보), 또는 지식 기반 인증요소 (핀 넘버, 패턴)을 적용하는 다중 요소 인증 (MFA, Multi-Factor Authentication).
- FIDO2: 지원되는 플랫폼과 웹 브라우저에서 웹 또는 모바일 상관없이 적용.  FIDO2는 Platform Authenticator에 적용되는 WebAuthn과 Roaming Authenticator에 적용되는 CTAP (Client To Authenticator Protocol) 으로 구성.
- - WebAuthn: 웹브라우저 및 플랫폼(OS)에 내장되는 플랫폼 인증자 (Platform Authenticator)를 사용하며, 개인 컴퓨팅 환경에 적절함.
- - CTAP1: U2F가 FIDO2 출범 후 CTAP1으로 새롭게 명명됨.
- - CTAP2: 로밍 인증자 (스마트폰, Security Key)를 사용하여 브라우저 및 플랫폼에서 MFA을 적용. CTAP은 공유된 컴퓨팅 환경에 적용하는 것이 적절함.
- FDO (FIDO Device Onboard): 대규모 IoT 환경 구축과 관련된 보안, 비용, 복잡성 등의 문제를 해소하기 위해 마련.  특정 제조사가 만든 IoT 장치가 수요자의 요구에 따라 다양한 클라우드 관리 플랫폼에 간편하고 안전하게 온보딩 (Onboarding) 될 수 있도록 함.
- Multi-Device FIDO Credential (aka ‘passkeys: 패스키’): WebAuthn + CTAP2
  - 패스워드 매니저를 사용하여 여러 패스워드를 관리하는 것처럼, 개인 키 (Private Key)를 다른 여러 개의 디바이스로 FIDO 크리덴셜을 동기화 (Sync) 할 수 있음.
  - 하나의 디바이스에만 종속되어 사용할 때는 Single-Device FIDO Credential 또는 Device Bound Passkeys이라고 명칭 됨.

## FIDO 프레임워크
FIDO(영어: Fast IDentity Online)는 비밀번호의 문제점을 해결하기 위한 목적으로 FIDO 얼라이언스에 의해 제안된 사용자 인증 프레임워크다. 인증 기법(authentication method)과 그 인증 정보를 주고 받기 위한 인증 프로토콜(authentication protocol)을 분리하는 것을 핵심 아이디어로 한다. FIDO Specification은 비밀번호 없이 인증을 하기 위한 Universal Authentication Framework (UAF) 프로토콜과 비밀번호를 보완해서 인증을 하기 위한 Universal 2nd Factor (U2F) 프로토콜로 구성된다. 지문, 홍채 등 생체인증을 적용하기 위해 주로 사용된다. 

## 같이 보기
- WebAuthn
- 유비키

### 언론 보도자료
- 비밀번호 필요 없는 ‘패스키’ 빠른 확산, FIDO얼라이언스 “전세계 80억개 계정 사용 중”
- FIDO 얼라이언스, 비밀번호 필요 없는 로그인 기술 ‘패스키’ 전세계 80억개 계정에 적용
- 스마트폰 바꿔도 은행 앱 새로 로그인 할 필요 없다고?
- KISIA, FIDO얼라이언스와 협력…“해외인증 취득 패스트트랙 구축”
- FIDO 얼라이언스, ‘2022년 퍼블릭 세미나’ 개최
- TTA, FIDO 얼라이언스와 디지털 문서 진위 여부 시험인증 체계 구축 위한 협력 강화
- FIDO 얼라이언스, 2023년 생체인증 밋업 개최
- FIDO 얼라이언스, 2022년 퍼블릭 세미나 한국서 개최
- FIDO 얼라이언스, FIDO 개발자 챌린지 프로그램 개최
- FIDO 얼라이언스, 사물인터넷(IoT) 보안 위한 온보딩 기술표준 개발
- FIDO 얼라이언스, 2020년 서울 버추얼 세미나 개최
- FIDO 얼라이언스, 재택근무자 위한 시큐리티 키 300개 무료 보급
- FIDO 얼라이언스, 2019년 FIDO 서울 세미나 개최
- FIDO 얼라이언스, FIDO 해커톤 멘토 프로그램 참가자 14팀 선정
- 구글 안드로이드, 패스워드 필요 없는 온라인 서비스를 위한 FIDO2 인증 획득
- FIDO 얼라이언스 “갤럭시 S10·S10+, 생체인식 부품 시험인증 프로그램 세계 최초 통과”
- FIDO 얼라이언스, 2019년 정기총회 개최지로 한국 선정
- FIDO 얼라이언스, 퍼블릭 세미나 서울 개최
- FIDO 얼라이언스, 생체인식 시험인증 프로그램 출시
- FIDO 얼라이언스, FIDO 기술 세미나 개최